# Jonás Gutiérrez
Jonás Manuel Gutiérrez est un footballeur argentin né le 5 juillet 1983 à Sáenz Peña évoluant au poste de milieu de terrain au Defensa y Justicia. Il préfère floquer son maillot du prénom Jonás plutôt que son nom Gutiérrez.

## Newcastle United
Le 2 juillet 2008, il s'engage pour cinq ans avec Newcastle United. Après un excellent début, il est apprécié par les supporteurs. Newcastle est relégué en fin de saison, mais Jonas reste avec les "Magpies" et est même sélectionné pour la coupe du monde 2010. Maradona déclare même : "L'Argentine compte sur Messi, Mascherano, Jonás et huit autres joueurs." Le 24 mai 2015, lors de la 38e journée de Premier League, il inscrit le deuxième but des Magpies face à West Ham, qui permet à Newcastle de se maintenir dans l'élite du football anglais. En fin de contrat, Jonas quitte Newcastle après sept ans avec le club du Nord de l'Angleterre.

## Defensa y Justicia
Le 13 juillet 2018, il s'engage avec Defensa y Justicia, club dans lequel il avait déjà évolué lors de la saison 2016-2017.

## Carrière internationale
Gutiérrez reçoit sa première sélection avec l'Argentine le 7 février 2007 au Stade de France lors du match amical contre l'équipe de France. 
Il marque son premier but en international contre cette même équipe de France, deux ans plus tard, le 11 février 2009 au Stade Vélodrome de Marseille lors de la 11e confrontation entre les Bleus et les Albicelestes pour sa huitième cape internationale.
- depuis février 2007 :  Argentine (22 sélections, 1 but).

## Palmarès

### En club
| - Vélez Sársfield - Championnat d'Argentine - Vainqueur : 2005 (C) |  | - Newcastle United - Championship - Vainqueur : 2010 |

### En sélection
- Argentine
  - Championnat CONMEBOL U20
    - Vainqueur : 2003